# James (priimek)
James je priimek več znanih oseb:
- Colin James (*1964), kanadski pevec
- David James (*1970), angleški nogometaš, vratar
- Elmore James (1918—1963), ameriški bluesovski glasbenik
- Etta James (1938—2012), ameriška pevka soula in gospela
- Harry James (1916—1983), ameriški jazz glasbenik, trobentač
- Henry James (1843—1916), ameriški pisatelj
- Jesse Gregory James (*1969), ameriški igralec
- Jesse Woodson James (1847—1882), ameriški odpadnik
- Joni James (1930—2022), ameriška pevka
- Larry James (1947—2008), ameriški atlet
- LeBron James (*1984), ameriški košarkar
- Phyllis Dorothy James (*1920), angleška pisateljica
- Rick James (1948—2004), ameriški funk in soul glasbenik
- Sid James (1913—1976), južnoafriško-angleški igralec
- Skip james (1902—1969), ameriški bluesovski glasbenik
- Thomas James (1593—1635), angleški pomorščak in raziskovalec
- William James (1842—1910), ameriški psiholog in filozof